# Anatemnus javanus
Anatemnus javanus är en spindeldjursart som först beskrevs av Tord Tamerlan Teodor Thorell 1883.  Anatemnus javanus ingår i släktet Anatemnus och familjen Atemnidae. Inga underarter finns listade i Catalogue of Life.